# 巴爾拉斯角
巴爾拉斯角（英語：Cape Barlas），是南極洲的海岬，位於南奧克尼群島的弗雷德里克森島北端，在1821年被發現和繪入地圖，現時由南極條約體系管理。